# Ditropsis flavipes
Ditropsis flavipes är en insektsart som först beskrevs av Victor Antoine Signoret 1865.  Ditropsis flavipes ingår i släktet Ditropsis och familjen sporrstritar. Inga underarter finns listade i Catalogue of Life.